# یواس‌اس لیک ایری (سی‌جی-۷۰)
یواس‌اس لیک ایری (سی‌جی-۷۰) یک رزمناو موشک هدایت شونده  Ticonderoga-class از نیروی دریایی ایالات متحده است که در سال ۱۹۹۳ به آب انداخته شد. این نام به افتخار پیروزی قاطع نیروی دریایی ایالات متحده در نبرد دریاچه ایری در طول جنگ ۱۸۱۲ انتخاب شده است. این رزمناو اولین کشتی نیروی دریایی ایالات متحده بود که در هاوایی به آب انداخته و راه‌اندازی شد.

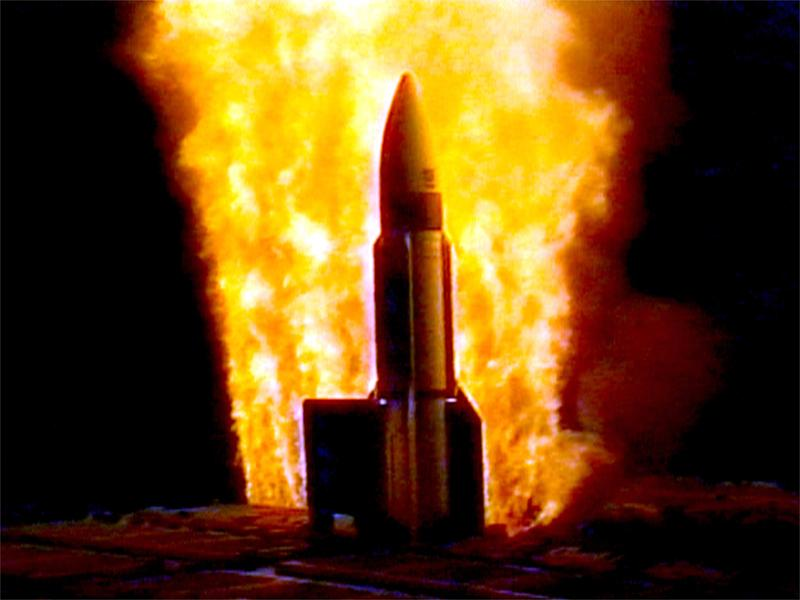
USS Lake Erie یک موشک ضد بالستیک RIM-161 Standard Missile 3 را در نزدیکی Kaua'i، هاوایی پرتاب کرد (۲۰۰۱)